# Atletismo en los Juegos Asiáticos
El Atletismo en los Juegos Asiáticos se lleva a cabo desde la primera edición en Nueva Deli, India en 1951 y es la disciplina en la que participan más atletas en los Juegos de Asia. Es el sucesor del Atletismo en los Juegos del Campeonato del Lejano Oriente que desapareció en 1938.
Japón es quien comanda el medallero histórico del atletismo, pero China anda cerca, ambos países son los únicos hasta el momento que han ganado más de 100 medallas de oro en los juegos.

## Ediciones
| Edición | Año  | País Sede | ciudad Sede   | País campeón |
| ------- | ---- | --------- | ------------- | ------------ |
| I       | 1951 | New Delhi | India         | Japón        |
| II      | 1954 | Manila    | Filipinas     | Japón        |
| III     | 1958 | Tokio     | Japón         | Japón        |
| IV      | 1962 | Yakarta   | Indonesia     | Japón        |
| V       | 1966 | Bangkok   | Tailandia     | Japón        |
| VI      | 1970 | Bangkok   | Tailandia     | Japón        |
| VII     | 1974 | Teherán   | Irán          | Japón        |
| VIII    | 1978 | Bangkok   | Tailandia     | China        |
| IX      | 1982 | New Delhi | India         | Japón        |
| X       | 1986 | Seoul     | Corea del Sur | China        |
| XI      | 1990 | Beijing   | China         | China        |
| XII     | 1994 | Hiroshima | Japón         | China        |
| XIII    | 1998 | Bangkok   | Tailandia     | China        |
| XIV     | 2002 | Busan     | Corea del Sur | China        |
| XV      | 2006 | Doha      | Catar         | China        |
| XVI     | 2010 | Guangzhou | China         | China        |
| XVII    | 2014 | Incheon   | Corea del Sur | China        |

## Medallero
| Pos.  | País                   | Oro | Plata | Bronce | Total |
| ----- | ---------------------- | --- | ----- | ------ | ----- |
| 1     | Japón                  | 187 | 219   | 161    | 567   |
| 2     | China                  | 168 | 155   | 105    | 427   |
| 3     | India                  | 72  | 77    | 84     | 233   |
| 4     | Corea del Sur          | 33  | 35    | 54     | 122   |
| 5     | Catar                  | 23  | 17    | 21     | 61    |
| 6     | Baréin                 | 23  | 12    | 10     | 44    |
| 7     | Kazajistán             | 22  | 21    | 19     | 62    |
| 8     | Arabia Saudita         | 17  | 5     | 7      | 29    |
| 9     | Pakistán               | 14  | 13    | 12     | 39    |
| 10    | Tailandia              | 13  | 11    | 20     | 44    |
| 11    | Filipinas              | 11  | 10    | 29     | 50    |
| 12    | Israel                 | 11  | 3     | 5      | 19    |
| 13    | Irán                   | 10  | 14    | 10     | 34    |
| 14    | Uzbekistán             | 10  | 13    | 13     | 36    |
| 15    | Sri Lanka              | 10  | 6     | 11     | 27    |
| 16    | Malasia                | 8   | 8     | 18     | 34    |
| 17    | República de China     | 6   | 9     | 16     | 31    |
| 18    | Corea del Norte        | 6   | 5     | 11     | 22    |
| 19    | Irak                   | 5   | 4     | 5      | 14    |
| 20    | Indonesia              | 4   | 3     | 14     | 21    |
| 21    | Tayikistán             | 3   | 0     | 0      | 3     |
| 22    | Singapur               | 2   | 7     | 9      | 18    |
| 23    | República de China     | 1   | 9     | 10     | 20    |
| 24    | Kuwait                 | 1   | 5     | 4      | 10    |
| 25    | Birmania               | 1   | 3     | 4      | 8     |
| 26    | Kirguistán             | 1   | 2     | 2      | 5     |
| 27    | Omán                   | 1   | 0     | 3      | 4     |
| 28    | Emiratos Árabes Unidos | 1   | 0     | 1      | 2     |
| 29    | Líbano                 | 1   | 0     | 0      | 1     |
| 29    | Siria                  | 1   | 0     | 0      | 1     |
| 31    | Vietnam                | 0   | 5     | 2      | 7     |
| 32    | Mongolia               | 0   | 1     | 0      | 1     |
| 33    | Myanmar                | 0   | 0     | 2      | 2     |
| 33    | Hong Kong              | 0   | 0     | 2      | 2     |
| 35    | Turkmenistán           | 0   | 0     | 1      | 1     |
| Total | Total                  | 666 | 674   | 667    | 2007  |